# Valeska von Roques
Valeska von Roques (* 1939 in Berlin) ist eine deutsche Journalistin und Autorin.

## Leben
Roques studierte in Tübingen und Hamburg evangelische Theologie und Geschichte. In den Jahren 1963 bis 1965 schrieb sie für die Zeitung Vorwärts. Von 1965 bis 1968 gehörte sie zur Redaktion des NDR-Fernsehmagazins Panorama und danach arbeitete sie in einer Hamburger Filmproduktionsgesellschaft. Als Korrespondentin war sie für das deutsche Printmagazin Der Spiegel unter anderem in Rom, New York City und Paris tätig. Als Autorin schrieb sie mehrere Bücher und beschäftigt sich in ihren Büchern insbesondere mit dem Vatikan in Rom. Roques lebt in Hamburg.

## Werke (Auswahl)
- Die Stunde der Leoparden: Italien im Umbruch, Suhrkamp Verlag, Berlin 1996. ISBN 3-518-39110-0
- Das Testament des Kardinals, Knaur-Taschenbuch-Verlag, München 2006. ISBN 978-3-426-63270-3
- Mord im Vatikan, Deutscher Taschenbuch Verlag, München 2005. ISBN 3-423-34266-8
- Verschwörung gegen den Papst: die Hintergründe des Attentats auf Johannes Paul II., Goldmann Verlag, München 2003. ISBN 3-442-15226-7

## Preise und Auszeichnungen (Auswahl)
- 1965: Theodor-Wolff-Preis[4]